# Рибник (Хорватія)
45°34′ пн. ш. 15°21′ сх. д. / 45.57° пн. ш. 15.35° сх. д.
Рибник (хорв. Ribnik) – громада і населений пункт в Карловацькій жупанії Хорватії.

## Населення
Населення громади за даними перепису 2011 року становило 475 осіб. Населення самого поселення становило 113 осіб.
Динаміка чисельності населення громади:
Динаміка чисельності населення центру громади:

## Населені пункти
Крім поселення Рибник, до громади також входять:
- Доня Страниця
- Дреновиця Липницька
- Гориця Липницька
- Горня Страниця
- Горній Голий Врх-Липницький
- Гриче
- Ярневичі
- Ясеновиця
- Липник
- Мартинський Врх
- Новаки Липницькі
- Обрх
- Равниця
- Скрадсько-Село
- Сопчич-Врх
- Веселичі